# Дом К. Н. Нарышкина
Дом К. Н. Нарышкина — памятник деревянной архитектуры в историческом центре Нижнего Новгорода. Построен в 1909 году для семьи церковного старосты К. Н. Нарышкина, по проекту архитектора К. Карташева.
Дом является частью исторической застройки улицы Шевченко и преимущественно деревянной застройки квартала Воскресенской церкви — одного из последних целостных районов деревянной застройки исторического центра города.

## История
Улица Шевченко возникла относительно поздно, вероятно в 60—70-е годы XIX века. После отмены крепостного права в 1861 году начался процесс массового переселения в город разорившихся, безземельных и накопивших капитал крестьян. Волна урбанизации повлекла строительство новых домов, расширение границы Нижнего Новгорода и устройство новых улиц. На плане Нижнего Новгорода и Ярмарки 1877 года можно рассмотреть линию улицы, которая соответствует современной. Первоначально она являлась частью Архангельской улицы, иногда именовалась как Архангельский переулок. Окончательно оформилась в 1881—1882 годах и была разделена на 15 домовладений. После строительства церкви Воскресения Христова в 1884—1886 годах, стала носить название Воскресенской.
Застройка улицы изначально была преимущественно деревянной, проживали на ней представители мещанского сословия. Церковный староста Константин Николаевич Нарышкин (Норышкин) проживал со своей семьёй на усадебном участке под № 12, как минимум с 1901 года. К концу десятилетия старые усадебные постройки обветшали и Нарышкин решил выстроить новый особняк взамен старого дома, флигеля и служб. Проект нового дома выполнил архитектор К. Карташев. Так как при строительстве сносились все хозяйственные постройки, проект предусматривал возведение новых служб, примыкавших к основному зданию (сохранились). Службы и дом планировалось соединить посредством крыльца, через которое можно было попасть на дворовую территорию. Согласно плану участка 1912 года, проект примыкавших к дому служб претерпел изменения. Планировалась постройка ещё одних деревянных служб, но о судьбе здания нет данных.
В последующем, облик здания претерпел незначительные изменения, но реставрационных работ не проводилось за весь период его существования.

## Архитектура
Фасад дома, выполненный архитектором К. Карташевым, тяготеет к стилистике академической эклектики, выполнен в пять осей света. Оси выделены рустованными лопатками, имитируя плоские ризалиты, в правом из которых располагается сдвоенное окно. В тимпанах треугольных фронтонов расположены вырезанные из дерева буквы «К» и «Н» — инициалы владельца. За счёт разницы ширины ризалитов и разного уклона фронтонов создаются асимметричная композиция и выразительный силуэт. Окна заключены в наличники с профилированными сандриками. Несложный фриз декорирован накладными элементами и сдвоенными кронштейнами, поддерживающими венчающий карниз.
Небольшой по композиции дом на фоне деревянной, измельчённой резьбой застройки выделяется своей простотой и монументальностью. По стилистической принадлежности постройки нет единого мнения. Исследователи находят в архитектуре здания влияние как академической эклектики, так и неоклассицизма (обращение к ретроспективизму), неоренессанса и модерна.